# Úrvalsdeild 2012
Úrvalsdeild (Úrvalsdeild karla, is voor mannen) is de naam voor de hoogste voetbalcompetitie in IJsland voor mannen en vrouwen en wordt georganiseerd door de Knattspyrnusamband Íslands (KSÍ). De Úrvalsdeild karla bestaat sinds 2008 uit twaalf clubs en wordt gesponsord door Pepsi. De competitie heet daardoor officieel Pepsideild. De competitie begint op 6 mei en zal worden beëindigd op 29 september 2012.
In het vorige seizoen, 2011, werd KR Reykjavík voor de 25ste keer kampioen van het land. Víkingur Reykjavík en Thór mochten na één seizoen meteen weer terugkeren naar de 1. deild. ÍA Akranes en Selfoss mogen de plaatsen innemen van die twee clubs in 2012: ÍA werd kampioen in de 1. deild en Selfoss eindigde als nummer twee. Selfoss is daardoor na één jaar afwezigheid weer terug op het hoogste niveau, terwijl ÍA sinds 2008 weer mag terugkeren in de Úrvalsdeild.
De kampioen van de Úrvalsdeild speelt voorronde UEFA Champions League, terwijl de nummers 2 en 3 zich plaatsen voor de voorrondes van de UEFA Europa League. De nummers 11 en 12 in de eindrangschikking degraderen naar de 1. deild, de tweede klasse in het IJslandse voetbal.

## Eindstand
| №  | Club              | WG | W  | G  | V  | DV | DT | +/– | Punten |
| -- | ----------------- | -- | -- | -- | -- | -- | -- | --- | ------ |
|    | FH Hafnarfjörður  | 22 | 15 | 4  | 3  | 51 | 23 | +28 | 49     |
| 2  | UMF Breiðablik    | 22 | 10 | 6  | 6  | 32 | 27 | +5  | 36     |
| 3  | ÍBV               | 22 | 10 | 5  | 7  | 36 | 21 | +15 | 35     |
| 4  | KR Reykjavík      | 22 | 10 | 5  | 7  | 39 | 32 | +7  | 35     |
| 5  | Stjarnan Garðabær | 22 | 8  | 10 | 4  | 44 | 38 | +6  | 34     |
| 6  | ÍA Akranes        | 22 | 9  | 5  | 8  | 32 | 36 | –4  | 32     |
| 7  | Fylkir            | 22 | 8  | 7  | 7  | 30 | 39 | –9  | 31     |
| 8  | Valur Reykjavík   | 22 | 9  | 1  | 12 | 34 | 34 | 0   | 28     |
| 9  | Keflavík          | 22 | 8  | 3  | 11 | 35 | 38 | –3  | 27     |
| 10 | Fram              | 22 | 8  | 3  | 11 | 31 | 36 | –5  | 27     |
| 11 | Selfoss           | 22 | 6  | 3  | 12 | 30 | 44 | –14 | 21     |
| 12 | Grindavík         | 22 | 2  | 6  | 14 | 31 | 57 | –26 | 12     |

|  | Geplaatst voor tweede kwalificatieronde van de UEFA Champions League 2013/14 |
|  | Geplaatst voor eerste kwalificatieronde van de UEFA Europa League 2013/14    |
|  | Degradatie naar de 1. deild karla                                            |